# Джангиров, Жора Арутюнович
Жора Арутюнович Джангиров (род. 22 декабря 1946 года, Баку, СССР) — советский, российский и белорусский тренер. Заслуженный тренер СССР (1991 г.), заслуженный тренер Российской Федерации (1995 г.), заслуженный тренер Республики Беларусь (1991 г.).

## Биография
Родился в Баку в семье инвалида войны. Армянин по национальности. Имеет брата и двух сестер. С семи лет начал заниматься вольной борьбой. Является двукратным чемпионом Азербайджана, серебряным призёром первенства СССР. В возрасте восемнадцати лет, получил травму плеча, врачи поставили диагноз привычный вывих плечевого сустава и спортивную карьеру пришлось завершить.
В 1970 году окончил Симферопольский государственный педагогический институт. Работал в Крыму тренером по вольной борьбе до 1983 года. Затем вернулся в Баку.
С 1984 года начал тренировать Вугара Оруджева, который впоследствии стал бронзовым призёром олимпийских игр 1992 года (за Объединённую команду), чемпионом мира 1991 (за СССР) и 1995 (за Россию), чемпионом Европы 1995. Единственный тренер Оруджева на протяжении всей его спортивной карьеры.
В 1989 году, в связи с начавшимися в Баку боевыми действиями, уехал в Белоруссию. Когда Джангиров уезжал в Белоруссию, Оруджев сделал все, чтобы не расставаться со своим тренером.
В 1991 году Джангиров был удостоен звания заслуженного тренера СССР и заслуженного тренера Республики Беларусь. В 1995 году ему было присуждено звание заслуженного тренера Российской Федерации, в 1994 году был награждён президентом Республики Северная Осетия А. Галазовым почётной грамотой Северо-Осетинской Республики «За большие заслуги в спорте и подготовку победителей III Игр доброй воли по вольной борьбе».
Тренирует женскую сборную Белоруссии по вольной борьбе.